# Tryggve Hermelin
Olof Tryggve Hermelin,  född 3 augusti 1856 i Råby-Rekarne socken, Södermanlands län,, död 5 oktober 1951 i Saltsjöbadens församling, Stockholms län,  var en svensk friherre och konstnär.

## Biografi
Hermelin målade ofta vårlandskap, gärna i akvarell. Han var son till konstnären Olof Hermelin

## Verk
Hermelin är representerad med grafik vid bland annat Nationalmuseum.

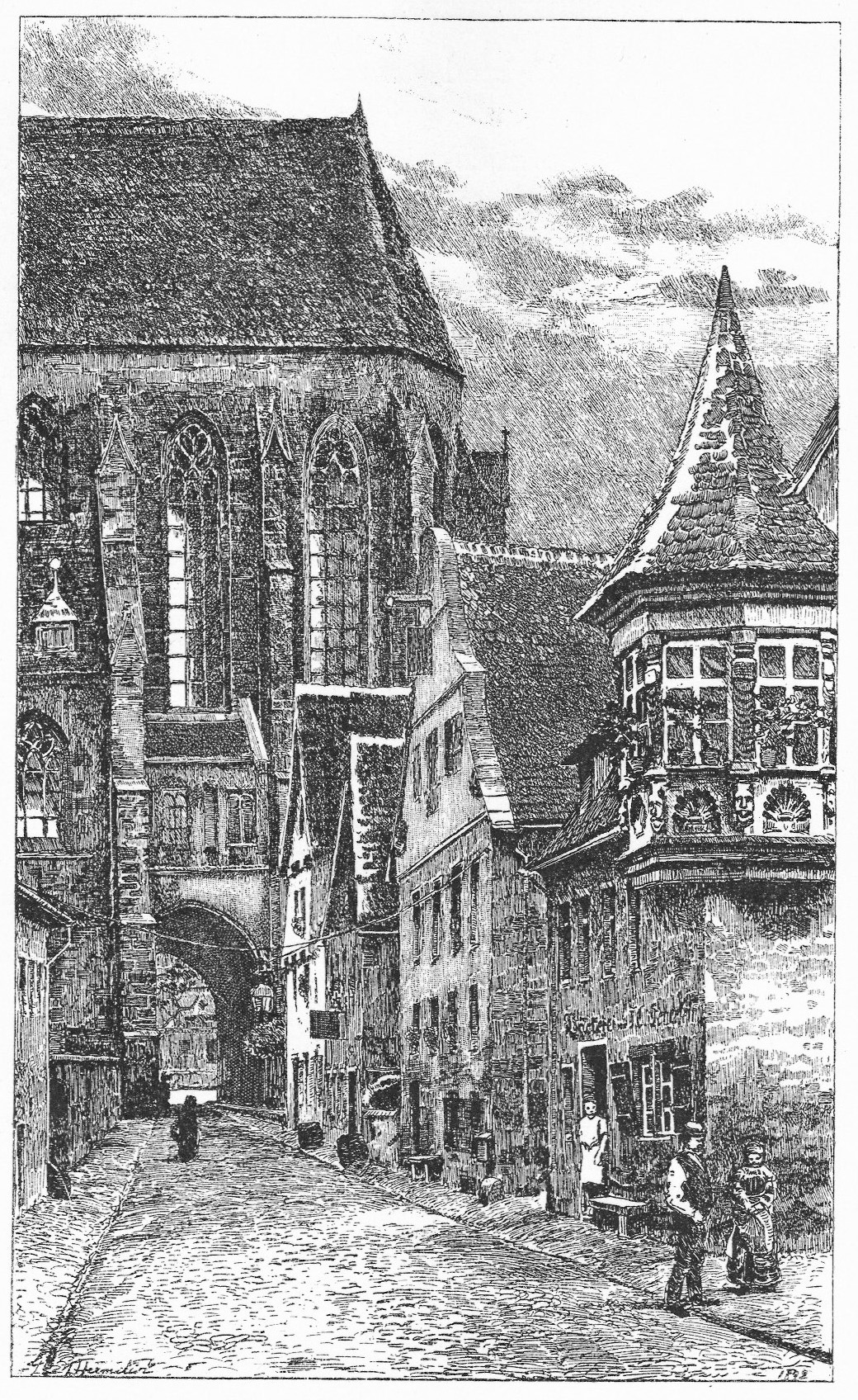
Gata i Rothenburg. Etsning. Införd i Ord och Bild 1893.